# 회색발가시쥐
회색발가시쥐(Proechimys poliopus)는 가시쥐과에 속하는 남아메리카 설치류이다. 콜롬비아와 베네수엘라에서 발견된다. 과이라가시쥐의 아종으로 간주하기도 한다.

## 계통 분류
다음은 땅가시쥐속의 계통 분류이다.
|  | 긴꼬리가시쥐, 짧은꼬리가시쥐, 에콰도르가시쥐 |
|  |                                              |
|  | 퀴비에가시쥐                                 |
|  |                                              |

|  | 가드너가시쥐, 패튼가시쥐 |
|  |                          |
|  | 쿨리나가시쥐             |
|  |                          |

|  | 긴꼬리가시쥐, 짧은꼬리가시쥐, 에콰도르가시쥐 |
|  |                                              |
|  | 퀴비에가시쥐                                 |
|  |                                              |

|  | 가드너가시쥐, 패튼가시쥐 |
|  |                          |
|  | 쿨리나가시쥐             |
|  |                          |